# Amerikanci
Amerikanci so drama Zofke Kveder.

## Osebe
- Streharjeva Ančka
- Lojz, njen ljubi
- Pečarica, bogata kmetica, vdova, Lojzova mati
- Dolenc, krčmar
- Amerikanec
- Gospodična Ema
- Učitelj
- Žagar, kmet
- Matijče, njegov sin
- Metka, njegova ljubica
- Kregar, njen oče
- Torbarček z ženo
- Košir, čevljar, z ženo
- Zima, Zavrle, kočarja, z ženama
- Vozniki, kmetje, mladina, otroci

## Vsebina
1. dejanje: V gostilni pri Dolencu žene čakajo može, da se vrnejo z dela na Hrvaškem. Leto je slabo, kriza povsod, kmetje se vračajo že pred božičem brez zaslužka. Tudi Pečarica čaka, sin Lojz je šel na Hrvaško, da bi zaslužil revni Ančki, svoji ljubici, doto, zdaj pa ima! Če hoče vzeti bogato nevesto, bi mu grunt takoj prepisala, Ančka pa ne bo prišla k hiši in ne! Sosedje majejo z glavo nad njeno trmo - pa saj je Lojz čisto po njej, tudi on ne popusti: Ančko ali nobene! - Vrnitev mož je žalostna, vse tarejo skrbi, kako bodo pretolkli zimo, brez pesmi se odpravijo domov. Tedaj prihiti v gostilno še Ančka, skrbi jo oče, ki ga ni in ni. Lojz pove, da je imel oče lažjo nesrečo, da pride pozneje, in nežno tolaži prestrašeno dekle. V Pečarici izbruhne sovraštvo, Ančko obdolži, da je lovača, in jo udari. Dekle jokajoč pobegne, Lojz vrže materi nekaj hudih besed in odide za Ančko.
2. dejanje: Semanji dan je, pri Dolencu sedita tudi Pečarica in Lojz, a vsak pri svoji mizi, Lojz je odšel od doma za dninarja. Med goste pride Amerikanec, poln je besed o bogastvu in svobodi Amerike: doma je ozko in zaspano, tam pa vse živi in se giblje, vse je dostopno, berač lahko postane milijonar, vsi so enaki! Če vidiš tisto življenje, te obide ponos, da si človek - človek vse premore, vse premaga, je gospodar nad vsem ... Kmetje, ki kljub garanju otepajo revščino in jih "od vseh strani tišči nekaj nevidnega, trdosrčnega in hudobnega", se navdušijo; Lojz zaroti mater, naj mu da denar za pot - v Ameriki bo prislužil Ančki doto, tu je življenje pasje in nečloveško! Pečarica mu da denar: naj gre, naj spozna, katera pamet je boljša, njegova ali njena! Učitelj, ki je prišel kmete vabit na veselico z igro o narodu, očita Amerikancu, da ljudi zapeljuje; prepričuje kmete, naj ostanejo: tujina jim bo vzela jezik, narodnost in domovino, revno, a sladko, ker je domača! Kmetje učitelja zavračajo, lačni so in brez perspektive, Amerikanec pa pokaže svoji zgarani roki: to je moja domovina!
3. dejanje: Kmetje se zadolžujejo, da bi dobili denar za pot, misel na Ameriko je obsedla vse vasi. Ančka Lojzu na vso moč brani, obhajajo jo slutnje o smrti, ljubemu prigovarja, naj jo pusti in se oženi po materini volji, le doma naj ostane. - Medtem Amerikanec snubi Emo; od otroških let je mislil nanjo, hlapčič na gospodično, zdaj se je vrnil s tisočaki v žepu, zaradi nje, ponjo ... Ema ga zavrne, zaročena je z učiteljem. On ne popusti: učitelj je slabič, govoril bo, storil pa nič, on pa lahko prerodi ves kraj, postavi tovarne, da ljudem delo, ne bo jim treba v Ameriko - le če ona hoče! Moč njegove volje Emo skoraj premaga, a se v grozi zateče k zaročencu: le on ji bo dal mirno in tiho življenje ... Amerikanec sklene, da bo odšel za vedno, kljbovalno nazdravi Ameriki in boju. - Za pot se odloči tudi Metka, čeprav je noseča; Matijče jo je bil zaradi bogate neveste brezobzirno zapustil; svojo nesrečo bo skrila v Ameriko, drugega ji ne ostane.
4. dejanje: Amerikanci se pri Dolencu zbirajo, da bi jih voz odpeljal na vlak, noč je viharna in ledena. Učitelj jih pregovarja, jih opozarja na razočaranje, na neuspeh itn. A kmetje vztrajajo: ne gre jim samo za denar, radi bi postali ljudje, s svojo glavo in s svojo pametjo, navdaja jih občutek, da začenjajo življenje na novo. A slovo je težko, žene in otroci, ki so spremili popotnike, tožijo in jokajo kakor na pogrebu. Zadnji pride Lojz z Ančkinim očetom, zamudil se je bil pri slovesu od hudo bolne ljubice; materi se zaroti, da se nikoli več ne vrne, če bi se Ančki kaj zgodilo. Ko voz z Amerikanci odpelje, plane v gostilno Ančka: v predsmrtnem obupu očita ženskam, zakaj so može pustile na pot, Pečarici vrže v obraz, da je zver, morilka lastnega sina - nobenega ne bo nazaj, vsi bodo poginili! Navzoče prevzame groza, Ančka pa se hropeč in kašljajoč zgrudi.